# Campionati europei di atletica leggera 2016 - Salto triplo maschile
Il salto triplo maschile si è tenuto in 2 giorni, il 7 (qualificazioni) ed il 9 luglio (finale).

## Risultati

### Qualificazioni
Si qualifica alla finale chi salta 16,65 m (Q) o chi rientra tra i primi 12.
| Pos | Gruppo | Nome                  | Nazione       | #1    | #2     | #3     | Ris   | Note  |
| --- | ------ | --------------------- | ------------- | ----- | ------ | ------ | ----- | ----- |
| 1   | A      | Karol Hoffmann        | Polonia       | 16.11 | 16.93  |        | 16.93 | Q     |
| 2   | B      | Max Heß               | Germania      | x     | 16.93  |        | 16.93 | Q     |
| 3   | A      | Şeref Osmanoğlu       | Turchia       | 16.34 | 16.81  |        | 16.81 | Q     |
| 4   | B      | Maksim Niastiarenka   | Bielorussia   | 16.52 | 15.89  | 16.68  | 16.68 | Q     |
| 5   | A      | Georgi Tsonov         | Bulgaria      | 16.46 | x      | 16.65  | 16.65 | Q     |
| 6   | B      | Julian Reid           | Gran Bretagna | 15.80 | 16.62  | 15.88  | 16.62 | q, SB |
| 7   | B      | Momchil Karailiev     | Bulgaria      | 16.59 | x      | –      | 16.59 | q     |
| 8   | A      | Pablo Torrijos        | Spagna        | 16.44 | 16.58  | r      | 16.58 | q     |
| 9   | B      | Benjamin Compaoré     | Francia       | 15.65 | 16.22  | 16.53  | 16.53 | q     |
| 10  | A      | Dzmitry Platnitski    | Bielorussia   | 16.37 | 16.50  | 16.22  | 16.50 | q     |
| 11  | A      | Elvijs Misāns         | Lettonia      | 16.50 | x      | x      | 16.50 | q     |
| 12  | B      | Fabian Florant        | Paesi Bassi   | 16.36 | 16.16  | 16.45  | 16.45 | q     |
| 13  | B      | Zlatozar Atanasov     | Bulgaria      | 15.81 | 16.34  | 16.28w | 16.34 |       |
| 14  | A      | Harold Correa         | Francia       | 16.26 | 16.33  | 16.18  | 16.33 |       |
| 15  | A      | Nathan Douglas        | Gran Bretagna | 16.33 | x      | 16.24  | 16.33 |       |
| 16  | B      | Lasha Torgvaidze      | Georgia       | x     | 16.20  | 16.32  | 16.32 |       |
| 17  | B      | Nelson Évora          | Portogallo    | 15.88 | 16.27  | 16.15  | 16.27 |       |
| 18  | A      | Martin Jasper         | Germania      | 16.27 | x      | 16.05  | 16.27 |       |
| 19  | B      | Andriy Stanchev       | Ucraina       | 16.22 | 15.95w | 16.06  | 16.22 |       |
| 20  | A      | Levon Aghasyan        | Armenia       | 15.98 | 15.79  | 16.21  | 16.21 |       |
| 21  | B      | Aşkın Karaca          | Turchia       | 16.19 | x      | x      | 16.19 |       |
| 22  | A      | Dimitrios Tsiamis     | Grecia        | 15.94 | 16.16  | 16.10  | 16.16 |       |
| 23  | B      | Nazim Babayev         | Azerbaigian   | 16.06 | x      | –      | 16.06 |       |
| 23  | A      | Artsem Bandarenka     | Bielorussia   | 16.06 | x      | x      | 16.06 |       |
| 25  | B      | Dimítrios Baltadouros | Grecia        | 15.99 | 15.58  | x      | 15.99 |       |
| 26  | A      | Vladimir Letnicov     | Moldavia      | x     | 15.98  | x      | 15.98 |       |
| 27  | B      | Marian Oprea          | Romania       | x     | 15.40  | x      | 15.40 |       |

### Finale
| Pos | Nome                | Nazuibe       | #1    | #2    | #3    | #4    | #5    | #6    | Ris   | Note |
| --- | ------------------- | ------------- | ----- | ----- | ----- | ----- | ----- | ----- | ----- | ---- |
| 1   | Max Heß             | Germania      | x     | 17.20 | –     | –     | x     | –     | 17.20 | EL   |
| 2   | Karol Hoffmann      | Polonia       | 16.59 | 16.96 | 17.16 | x     | 16.93 | 16.92 | 17.16 | PB   |
| 3   | Julian Reid         | Gran Bretagna | 16.76 | x     | 15.85 | 15.91 | x     | x     | 16.76 | SB   |
| 4   | Momchil Karailiev   | Bulgaria      | 16.65 | 16.65 | x     | r     |       |       | 16.65 |      |
| 5   | Maksim Niastiarenka | Bielorussia   | 16.14 | 16.16 | 16.63 | 16.62 | 16.38 | 16.50 | 16.63 |      |
| 6   | Şeref Osmanoğlu     | Turchia       | 16.55 | x     | x     | 16.53 | x     | x     | 16.55 |      |
| 7   | Georgi Tsonov       | Bulgaria      | 16.05 | 15.84 | 16.53 | x     | r     |       | 16.53 | SB   |
| 8   | Pablo Torrijos      | Spagna        | 15.88 | 16.23 | 16.34 | x     | 16.33 | 16.30 | 16.34 |      |
| 9   | Elvijs Misāns       | Lettonia      | x     | 16.11 | 16.32 |       |       |       | 16.32 |      |
| 10  | Fabian Florant      | Paesi Bassi   | 16.12 | x     | 16.23 |       |       |       | 16.23 |      |
| 11  | Dzmitry Platnitski  | Bielorussia   | 15.24 | 16.16 | 16.18 |       |       |       | 16.18 |      |
| 12  | Benjamin Compaoré   | Francia       | 16.01 | x     | 16.12 |       |       |       | 16.12 |      |

## Legenda
| X   | Nullo                                |
| -   | Passo                                |
| r   | Ritirato                             |
| DNS | Non Partito                          |
| WR  | Record del mondo                     |
| WL  | Miglior prestazione mondiale Annuale |
| EL  | Miglior prestazione Europea Annuale  |
| CR  | Record Dei Campionati                |
| AIR | Record di Area Indoor                |
| NR  | Record Nazionale                     |
| PB  | Record Personale                     |
| SB  | Record Stagionale                    |